# Грабово 1
Грабова 1 — поселення енеолітичної імеркської культури 2500—2000 років до Р. Х., розташоване за 1,3 км південний схід від села Грабове у Безсоновському районі Пензенської області, в лівобережній заплаві річки Сура.
На поселенні також виявлено шар поселення приказанської культури.

## Дослідження
Відкрито у 1988 році В. В. Ставицьким. Досліджувалося у 1990 році експедицією Пензенського краєзнавчого музею.

## Житла
Тут було розкрито близько 100 м². Виявлено три напівземлянки підпрямокутової форми, заглиблені в землю на 0,3-0,4 м. Дві з цих напівземлянок були з'єднані одна з одною переходами, що характерно для поселень волосівської культури. Загальна площа жител коло 75 м², тому, ймовірно, на поселенні проживали 20-25 осіб.

## Інвентар
На поселенні зібрана колекція знарядь з кременю й кварциту: скребки, ножі, струганки, проколки, наконечники стріл.
У кераміці Грабовського поселення помітно суміш імеркської з волосівської культурами: поряд з імеркським орнаментом з прокреслених ліній та відбитків короткого зубчастого штампу використано волосівську техніку орнаментації довгим зубчастим штампом та вдавлюваннями порожнистої палички.